# Ficus bojeri
Ficus bojeri là một loài thực vật thuộc họ Moraceae. Đây là loài đặc hữu của Seychelles.